# Viaje de la Tierra Sancta

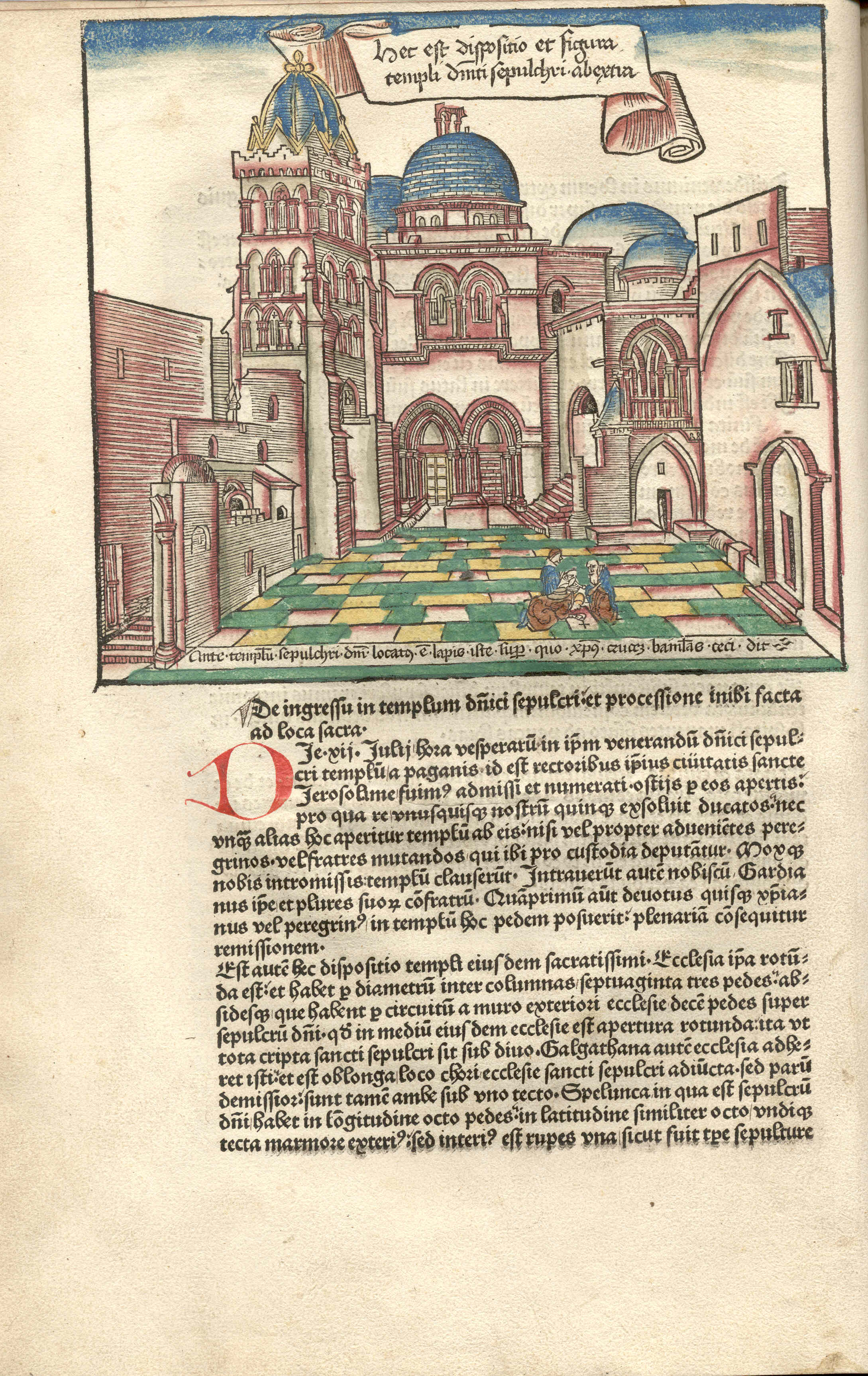
Ilustración del libro en la que se representa la Iglesia del Santo Sepulcro.

El Viaje de la Tierra Sancta (Peregrinatio in Terram Sanctam) es una obra de la literatura medieval española que está enmarcada dentro de los libros de viajes. Es obra del canónigo Bernardo de Breidenbach.
Está dedicada al virrey de Cataluña, Juan de Aragón. Fue compuesta entre 1485 y 1490 a partir de un viaje emprendido en 1482. 
La obra comienza con el Tratado de Roma, que fue compuesto por Martínez de Ampiés e incluye un resumen histórico de la ciudad, de sus monumentos y sus iglesias y de sus emperadores, desde Augusto hasta Constantino el Grande, y que fue impreso en Zaragoza por Pablo Hurus.